# سخن‌چینی
سخن‌چینی نوعی سخن بی‌اساس یا شایعه ای است که دربارهٔ مسائل شخصی دیگران گفته می‌شود. سخن‌چینی یکی از قدیمی‌ترین و رایج‌ترین راه‌های به اشتراک گذاشتن حقایق یا دیدگاه هاست. اما همچنین عاملی است برای وارد کردن اشتباهات و تغییرات در اطلاعات انتقال یافته. این واژه همچنین به گپ و گفت بی‌اساس یا شایعه گونه اشاره دارد که ماهیتی شخصی یا بی‌ارزش دارد و در تقابل با گفتگوی معمولی قرار دارد.
سخن‌چینی، از دیدگاه ریشه‌هایش در روان‌شناسی تکاملی مورد پژوهش قرار گرفته‌است. از این دیدگاه، سخن‌چینی، وسیلهٔ مهمی است که به وسیلهٔ آن می‌توان وجههٔ شخص را در روابط دوطرفه کنترل کرده و بدین ترتیب پیوند دو سویهٔ گسترده و غیرمستقیم شخص را حفظ نمود. پیوند دو سویه غیرمستقیم در اینجا بدین معناست که «من به تو کمک می‌کنم و شخص دیگری مرا کمک می‌کند.» سخن‌چینی همچنین از نظر رابین دانبر، زیست‌شناس تکاملی، به عنوان تسهیل‌کننده برقراری پیوندهای اجتماعی در گروه‌های بزرگ تعریف شده‌است. امروزه با ظهور اینترنت، سخن‌چینی، امری فراگیر بوده و آنچه روزگاری برای گذر از مکانی در جهان به مکانی دیگر، زمان درازی می‌برد اکنون، بی‌درنگ صورت می‌گیرد. سخن‌چینی، برخی اوقات برای اشارهٔ ویژه به سخن چینی گسترده و اطلاعات غلط، به عنوان مثال در جریان مباحثات داغ دربارهٔ رسوایی‌ها به کار می‌رود. برخی روزنامه‌ها دارای ستون شایعات هستند که به جزئیات زندگی اجتماعی و شخصی افراد سرشناس یا اعضاء سرآمد گروه‌های ویژه‌ای می‌پردازد.

## ریشه‌شناسی
واژهٔ سخن‌چینی از واژه godsibb در زبان انگلیسی باستان ریشه می‌گیرد که خود از دو بخش god و sibb تشکیل شده‌است این اصطلاحی است برای godparents یا پدر و مادر خواندهٔ یک بچه یا والدین یک فرزند خوانده به‌طور کلی به معنای دوستان خیلی نزدیک است. در قرن شانزدهم، این واژه به معنای کسی بود که بیشتر این شخص یک زن تصور می‌شد که از سخن چینی لذت می‌برد و به معنای شایعه پراکن و خبرچین بود. در اوائل قرن نوزدهم، معنای این اصطلاح از گوینده شایعات به گفتگوی این افراد گسترش پیدا کرد.
فعل «to gossip» به معنای شخص شایعه پراکن بودن اول بار در آثار شکسپیر ظاهر شد این اصطلاح در اتاق خواب محل تولد بچه سر منشأ می‌گیرد. زایمان برای زنان رویدادی اجتماعی محسوب می‌شد که در آن خویشان و همسایگان زن باردار در کنار هم گرد می‌آمدند. چنانچه در کنار هر گردهمایی اجتماعی سخن چینی هم در جریان بود، در اینجا بود که این اصلاح نیز معنای پشت سر دیگران حرف زدن را به خود گرفت.

## کارکردها
سخن‌چینی می‌تواند فقدان اصول اخلاقی و مسوولیت‌پذیری را تقویت کرده، یا دچار زیان کند خشم و قهر ناخودآگاه را آشکار ساخته و دیگران را وادار به گوشه نشینی کرده و آزار رساند. کارکردی به عنوان روند آماده‌سازی اجتماعی با ساخت حس مشارکت با علایق، اطلاعات و ارزش‌های مشترک داشته باشد آغازگر دورهٔ نامزدی باشد که به شخص کمک می‌کند شریک زندگی مورد نظر خود را بواسطه مشاوره با دیگران بیابد سازوکار هم ترازی را برای اشاعه و انتشار اطلاعات در سازمان فراهم نماید.

## سخن‌چینی در محل کار
ماری گورماندی وایت که کارشناس منابع انسانی انسانی است، سخن‌چینی در محل کار را با پنج علامت مشخص می‌کند: افراد در حال حرکت، ساکت می‌شوند. وقتی شما داخل اتاق می‌شوید، گفتگوها متوقف می‌شوند. افراد به شخصی خیره می‌شوند. کارگران درباره موضوعات نامناسب زیادی به افراط صحبت می‌کنند. وی برای مهار موقعیت با کنترل مناسب، پنج نکتهٔ راهنما را پیشنهاد می‌نماید: ۱- نگاهی از بالا به موضوع مورد سخن‌چینی داشته باشید ۲- دریابید که موضوع مورد سخن‌چینی از کجا ایجاد شده و تغذیه می‌شود ۳- در سخن‌چینی محل کار مشارکت نجویید ۴- اجازه بدهید که سخن‌چینی خود بخود محو شود ۵- اگر همچنان باقی‌ماند، حقایق را بجویید و کمک بخواهید. پیتر واجدا، سخن‌چینی را نوعی از خشونت در محل کار می‌شناسد و اشاره به این دارد که سخن‌چینی لزوماً نوعی از حمله محسوب می‌شود. به باور بسیاری، سخن‌چینی عاملی برای قدرت بخشیدن به یک شخص است در حالیکه از شخص دیگری قدرت را سلب می‌کند. در همین راستا هافن می‌گوید، بسیاری از شرکت‌ها دارای قوانین رسمی علیه سخن‌چینی کردن در اصول استخدامی شان هستند. برخی اوقات از آنجایی‌که سخن‌چینی در محل کار ممکن است حالت اظهار نظرهای بی‌اهمیت را دربارهٔ گرایش‌های یک فرد به خود بگیرند به عنوان مثال «او همیشه زمان زیادی را برای ناهار صرف می‌کند» یا «نگران نباش، اخلاقش همیشه همین‌طور است.»، بنابراین مجالی برای مخالفت با سخن‌چینی‌هایی غیرقابل قبول هست. مرکز مراقبت از سلامتی تی ال کی به عنوان مثالی از سخن‌چینی به سخن چینی نزد رئیس بی هیچ قصدی برای کمک کردن به حل مشکلات یا صحبت با همکاران دربارهٔ چیزی که کس دیگری انجام داده و مایهٔ ناراحتی وی را فراهم آورده، اشاره دارد. نامه‌های الکترونیکی محل کار می‌تواند عملاً شیوه‌ای خطرناک برای انتقال موضوعات مورد سخن‌چینی باشند چرا که پیام‌ها بالنسبه دائمی هستند و به راحتی به گیرنده‌های ناخواسته ارسال می‌شوند. در همین راستا، به کارفرمایان توصیه می‌شود که کارمندان خود را از استفاده از سرویس پست الکترونیکی شرکت برای سخن‌چینی کردن بر حذر دارند. عزت نفس پایین و تمایل به جا بازکردن برای خود در گروه معمولاً به عنوان انگیزه‌های سخن‌چینی در محل کار به‌شمار می‌روند.
با توجه به نظر دی فونزو و بوردیا، سخن‌چینی در محل کار پنج کارکرد ضروری دارد: به افراد کمک می‌کند تا اطلاعات اجتماعی را دربارهٔ سایر افراد سازمان بیاموزند، اغلب بی‌آنکه دیگران را ملاقات کرده باشند. شبکه‌های اجتماعی از افراد را بواسطهٔ ایجاد پیوند بین همکاران بنا می‌نهد. پیوندهای فعلی را بواسطهٔ از هم راندن افراد داخل سازمان از بین می‌برد. آوازه، قدرت یا موقعیت اجتماعی شخص را درون سازمان ارتقاء می‌دهد. به افراد دربارهٔ رفتار اجتماعی مقبول درون سازمانی اطلاع می‌دهد.
طبق نظر کورکلند و پلد، سخن‌چینی در محل کار بسته به میزان قدرت شخص سخن‌چین در برابر افراد شنونده سخن‌چینی می‌تواند خیلی جدی باشد. چرا که قدرت شخص سخن‌چین بر نحوهٔ تفسیر نهایی از موضوع مورد سخن‌چینی مؤثر است. چهار نوع از قدرت که از سخن‌چینی تأثیر می‌پذیرند در زیر آورده شده‌اند:
- زورگویی: هنگامی که شخص سخن‌چینی‌کننده نکاتی منفی را از شخصی بیان می‌کند، شنوندگان ممکن است بر این باور باشند که وی دربارهٔ آن‌ها نیز اطلاعات منفی را به دیگران خواهد گفت. چنین امری باعث افزایش قدرت زورگویی شخص سخن‌چین می‌شود.
- پاداش: هنگامی که شخص سخن‌چین نکاتی مثبت را از شخصی بیان می‌کند، شنوندگان ممکن است بر این باور باشند که وی دربارهٔ آن‌ها نیز اطلاعات مثبت را به دیگران خواهد گفت. چنین امری باعث افزایش قدرت پاداش شخص سخن‌چین می‌شود.
- کارشناس: هنگامی کهبه نظر می‌رسد که شخص سخن‌چینی‌کننده دانشی بسیار جزئی و به تفصیل در بارهٔ چه ارزش‌ها ی سازمان و چه دیگر افراد در محیط کاری دارد، قدرت کارشناسی وی افزایش می‌یابد.
- مرجع: این قدرت می‌تواند تا حدی هم افزایش هم کاهش داشته باشد. هنگامی که افراد، سخن‌چینی کردن را به مثابه نوعی فعالیت برای هدر دادن زمان می‌پندارند، قدرت مرجعیت شخص سخن‌چینی‌کننده به موازات شهرت و اعتبارش افزایش می‌یابد.
هنگامی که شنوندهٔ سخن‌چینی به عنوان شخصی دعوت شده به حلقهٔ اجتماعی در نقش گیرندهٔ سخن‌چینی یه شمار می‌رود، ممکن است قدرت مرجعیت شخص سخن‌چینی‌کننده افزایش یابد اما فقط تا حدی که از آنجا به بعد شنوندهٔ سخن‌چینی از گوینده آزرده می‌شود. برخی عواقب ناخوشایند سخن‌چینی در محل کار ممکن است شامل این موارد باشند:
- از دست رفتن بهره‌وری و هدر روی زمان
- تباهی اصول اخلاقی و اعتماد و اطمینان
- افزایش نگرانی در بین کارکنان در حین چرخش و گسترش شایعه بدون اطلاع دقیق از اینکه حقیقت چیست.
- افزایش نفاق و جدایی بین کارکنان و
- آغاز سوگیری صدمه زدن به آبرو و اعتبار و خدشه دار کردن احساسات
- به خطر انداختن امکان پیشرفت شغلی شخص سخن‌چین چرا که فردی غیر حرفه‌ای تلقی می‌شود.
تحلیل رفتگی سازمان به دلیل ترک خدمت کردن کارکنان خوب شرکت به خاطر محیط کاری ناسالم
طبق تئوری ترنر و وید در میان سه نوع اصلی افراد واکنش نشان دهنده به کشمکش‌های محیط کار، مهاجمان کسانی هستند که خویشتن داری کمتری داشته و به هر چه بتوانند می‌تازند. مهاجمان به دو دستهٔ مهاجمان خط مقدم و مهاجمان پشت سری تقسیم می‌شوند. آن‌ها به این نکته اشاره دارند که به سختی می‌توان با مهاجمان پشت سری کنار آمد، چرا که شخص مورد نظر نه از منبع انتقاد اطمینان دارد و نه حتی همیشه مطمئن است که آیا اصلاً انتقادی وارد است یا نه. اگرچه که احتمال مشاهدهٔ رفتار غیرقانونی، غیراخلاقی یا نافرمانی در محیط کار وجود دارد و این مسئله وجود دارد که گزارش چنین رفتاری به نوعی سخن‌چینی تلقی می‌شود. بنابراین، این مسوولیت بر عهدهٔ مسئولان مربوط است که موضوع را به دقت مورد کنکاش قرار دهند و به سادگی از گزارش نگذرند. و آن را نوعی سخن‌چینی محل کار نپندارند.
شبکه‌های ارتباطی غیررسمی که درون آن‌ها ارتباطات سازمانی در جریان است، شایعه خوانده می‌شوند. در مطالعه‌ای انجام شده توسط هارکورت، ریچاردسون و واتیر، چنین دریافت شد که مدیران میانی در سازمان‌های بسیاری باور دارند که جمع‌آوری اطلاعات از شایعه راه بسیار بهتری برای کسب اطلاعات در مقایسه با کسب اطلاعات از طریق ارتباطات رسمی با زیردستانشان است.

## دیدگاه‌ها
برخی افراد، سخن‌چینی را به عنوان پدیده‌ای صدمه رسان، مبتذل و در قالب اجتماعی و عقلانی غیر سودمند و بی‌ثمر می‌پندارند. برخی افراد نیز سخن‌چینی را راهی سرخوشانه برای پراکندن اطلاعات می‌دانند. تعریفی فمینیستی از آن، سخن‌چینی را به مثابه راهی برای صحبت بین دو زن با سبکی و سیاقی صمیمانه و گستره و ساختاری شخصی و خانگی، رویداد فرهنگی زنانه که از محدودیت‌های نقش جنس مؤنث ریشه می‌گیرد و به آن تداوم می‌دهد. اما همچنین به این محدودیت‌ها اعتبار می‌بخشد.

### عصر نوین انگلستان
در اوایل عصر مدرن در انگلستان، واژهٔ سخن‌چینی به افراد حاضر و همراه در زمان تولد کودک اشاره داشت و تنها به شخص قابله محدود نمی‌شد. همچنین، اصطلاحی عمومی برای دوستان زن، بدون هیچ گونه دلالت مفهومی موهنی شد. این اصطلاح اشاره دارد به باشگاه محلی غیررسمی زنان یا گروهی اجتماعی که می‌توانست رفتاری جامعه پسندانه را از طریق سانسور خصوصی یا آیین‌های مردمی متداول کند. کتاب هشداری برای ولگردان رسوا اثر توماس هارمان در سال ۱۵۶۶ داستان یک ولگرد زن را حکایت می‌کند که به اجبار راضی به ملاقات با مردی در طویله اش شده بود اما به همسر آن مرد خبر داد. همسر مرد با پنج رفیق خشمگین، نیرومند و قلچماق خود سر بزنگاه سر رسیدند و مرد را در حالیکه شلوارش را پایین کشیده بود گیر آوردند و گوشمالی جانانه‌ای به وی دادند. این داستان به وضوح کارکردی اخلاقی خبرچینی را به صورت افسانه‌ای اخلاقی که در آن هم قطاران و رفیقان به حفظ قوانین اجتماعی کمک می‌کنند، دارد.
در اثری با نام Bart's The Chevalier of the Splendid Crestدر سال ۱۹۰۰ از سر هربرت ماکسول در پایان فصل سوم، پادشاه شوالیهٔ وفادار خود، سِر توماس دوروس را با لحنی مهربانانه «رفیق قدیمی من» خطاب می‌کند. چنین رمان تاریخی اشاره به آن دارد که استفاده از این واژه در معنای رفیق به عنوان دوست زمان کودکی تا سال ۱۹۰۰ ادامه داشته‌است.

### سخن چینی در یهودیت
یهودیت باور بر این است که سخن‌چینی، گفتاری است بی هیچ هدف سازنده‌ای و به عنوان گناه شمرده می‌شود و در زبان عبری با عبارت «لاشون هارا» یا زبان شیطان خوانده می‌شود. منفی صحبت کردن دربارهٔ دیگران حتی اگر بازگویی حقایقی راستین باشد گناه به حساب می آید، چرا که‌شان و مقام انسانی –سخن‌چین و شخص مورد سخن‌چینی - را خوار می‌سازد. در کتاب امثال سلیمان نبی ۱۸:۸ گفته می‌شود: “ گفتار سخن‌چینی آلود به سان تکه‌های کوچک غذایی لذیذ است که جذب درونی‌ترین اجزاء وجودی انسان می‌شود. ”

### سخن‌چینی در اسلام
در اسلام، سخن‌چینی/غیبت معادل خوردن گوشت بدن مردهٔ برادر مسلمان است. با توجه به باور مسلمانان، سخن‌چینی، بی‌آنکه به قربانی اش فرصت دفاع بدهد به وی صدمه می‌رساند. و این قربانی به مثابه شخص مرده‌است که نمی‌تواند از صدمه به گوشت بدنش دفاع کند. از مسلمانان چنین انتظار می‌رود که با یکدیگر مثل برادر خود رفتار کنند. این باوری ست که از مفهوم برادری ایمان آورندگان به اسلام ریشه می‌گیرد.

### سخن‌چینی در مسیحیت
در کتب مقدس مسیحیت «رساله‌ای به رومی‌ها»، فهرستی از گناهان از جمله فساد اخلاقی جنسی و قتل شامل حال سخن‌چینی کنندگان می‌شود.
با توجه به انجیل متی ۱۸، حضرت عیسی چنین گفته‌است که برای حل اختلافات بین اعضاء کلیسا طرف تعدی‌کننده می‌بایست به تنهای تلاش کند که اختلاف خود را با طرف آزار رسان حل کند و تنها اگر چنین راهکاری مؤثر نیفتاد، این روند به مرحلهٔ بعدی وارد می‌شود که در آن عضوی دیگر از کلیسا می‌تواند درگیر ماجرا شود. پس از آن، اگر همچنان شخص مقصر حاضر به همکاری نشد، موضوع می‌بایست توسط بزرگان کلیسا بررسی شود اما به اطلاع عموم نرسد.
فیل فاکس رز می‌نویسد، برای سخن‌چینی کردن باید در برابر دیگری، قلب سنگی داشت. ما مرزی بین خودمان و دیگران می‌کشیم و آن‌ها را به عنوان افرادی خارج از دایرهٔ مَحبت و گذشت انسان‌ها نسبت به یکدیگر می‌دانیم. ما فاصله‌ای بین خود و عشق خداوندی ایجاد می‌کنیم. وی در ادامه می‌گوید، چنانچه ما قلب‌هایمان را سخت و سنگی می‌کنیم، منفی گرایی و احساس جدایی در ما رشد می‌کند و به دنیای ما رسوخ می‌کند و دست آخر، با این حقیقت مواجه می‌شویم که بهره بردن از مَحبت خداوندی در هر زمینه‌ای از زندگی برایمان سخت‌تر می‌شود. اما باید توجه داشت که انجیل به همان میزان که طرفدار مسوولیت گروهی است و مخالف سخن‌چینی کردن هم هست.

## روانشناسی

### از دیدگاه روان‌شناسی تکاملی
از دیدگاه تکاملی، سخن‌چینی از آنجایی آغاز شده که به برقراری پیوند در گروه‌هایی کمک کرد که به‌طور مداوم از نظر اندازه بزرگ می‌شدند. افراد برای بقاء نیازمند پیوند و متحد بودند اما هر چه این پیوندها گسترش می‌یافتند، برقراری ارتباط فیزیکی با همه، اگر نه غیرممکن که مشکل می‌نمود. گفتگوها و زبان قادر به پر کردن این فاصله بود. در این میان سخن‌چینی تعاملی اجتماعی شد که به گروه کمک می‌کرد تا بدون صحبت مستقیم با افراد دربارهٔ آنان کسب اطلاع نماید. سخن‌چینی به افراد این امکان را داد که خود را در جریان آنچه در شبکهٔ اجتماعی‌شان می‌گذرد قرار دهند. همچنین سخن‌چینی، به دلیل به اشتراک گذاشتن اطلاعاتی مورد علاقهٔ دو طرف و سپری کردن زمان در کنار یکدیگر، پیوندی بین گوینده و شنونده سخن‌چینی برقرار می‌کند. علاوه بر این، سخن‌چینی کمک می‌کند که شنوندهٔ آن، درباری رفتار دیگری نکاتی را بیاموزد و راهکارهایی مؤثرتر در ارتباطاتش به کار بندد. دانبر در سال ۲۰۰۴ دریافت که ۶۵٪ از گفتگوها دارای موضوعات اجتماعی هستند. دانبر در سال ۱۹۹۴ به بحث دربارهٔ این مسئله می‌پردازد که سخن‌چینی معادل آماده‌سازی اجتماعی است که اغلب در جوامع گونه‌های اولیه دیده می‌شود.
بررسی‌های مردم شناسانه نشان می‌دهند که سخن‌چینی پدیده‌ای بین فرهنگی است که این خود مویدی بر ارزش و اهمیت تکاملی سخن‌چینی است. شواهدی کمی برای نشان دادن تفاوت معنی دار بین دو جنس در میزان زمان صرف شده برای سخن‌چینی در گفتگوهایشان است. هنگامی که تفاوتی وجود دارد، زنان در مقایسه با مردان به میزان خیلی کمی متمایل تر به سخن‌چینی کردن هستند.
در راستای تأکید بر اهمیت تکاملی سخن‌چینی اخیراً در مجلهٔ ساینس در سال ۲۰۱۱ مطالعه‌ای توسطه اندرسون و همکارانش انجام شد که در آن چنین گفته می‌شود که چهره‌های تداعی‌کنندهٔ اطلاعات منفی اجتماعی بیشتر از اطلاعات اجتماعی مثبت یا خنثی در جریان رقابت چشمی بر ادراک بصری تسلط دارند. رقابت چشمی زمانی رخ می‌دهد که دو محرک متفاوت در برابر هر چشم به‌طور هم‌زمان قرار گیرند و هر کدام از این محرک‌ها برای تسلط بر ادراک بصری با دیگری رقابت کند. در چنین حالتی، فرد آگاهانه یکی از محرک‌ها را ادراک می‌کند و دیگری را سرکوب می‌نماید. پس از گذشت زمان، محرک دیگری چیره خواهد شد و فرد از وجود محرک دومنیز آگاه می‌شود. در نهایت، هر دو محرک به نوبت در حوزهٔ آگاهی و ادراک بصری قرار می‌گیرند. مطالعهٔ سال ۲۰۱۱ اندرسون و همکارانش نشان می‌دهد که درجهٔ بالاتر فرایند شناختی مانند پردازش اطلاعات ارزیابی، می‌تواند بر پردازش بصری تأثیر گذارد. این نکته که تنها اطلاعات منفی اجتماعی به‌طور متمایزی بر تسلط چهره‌ها در حین فعالیتی تأثیر می‌گذارد به اهمیت منحصربه‌فرد دانستن اطلاعات دربارهٔ یک فرد که باید از وی اجتناب کرد، اشاره دارد. اینکه اطلاعات مثبت اجتماعی باعث تسلط ادراکی بیشتری در چهره‌های هماهنگ می‌شود، نشان دهندهٔ آن است که اطلاعات منفی دربارهٔ یک فرد ممکن است در قیاس با رفتار ما بارزتر باشند تا آنکه مثبت تلقی شوند. سخن‌چینی همچنین دربارهٔ هنجارهای اجتماعی و راه کارهای رفتاری اطلاع‌رسانی می‌کند. سخن‌چینی معمولاً دربارهٔ میزان مناسب بودن یک رفتار نظر می‌دهد و تکرار صرف آن رفتار اهمیت آن را مشخص می‌کند. در این معنا، سخن‌چینی بدون توجه به مثبت یا منفی بودنش مؤثر محسوب می‌شود. برخی نظریه پردازان چنین می‌پندارند که سخن‌چینی در واقع رفتاری همسو با جامعه‌است به منظور اجازه دادن به شخص برای تصحیح رفتار ممنوع اجتماعی‌اش بدون آنکه به‌طور مستقیم با مسئله مواجه شود. بواسطهٔ سخن‌چینی کردن در بارهٔ اعمال یک فرد سایر افراد به‌طور نامحسوس نشان می‌دهند مه کدامیک از اعمال وی نامناسب بوده‌اند و این امر به فرد این فرصت را می‌دهد تا رفتار خود را تصحیح کند.

### مقبولیت اجتماعی سخن‌چین
برداشت دیگران از افراد سخن‌چینی‌کننده افرادی که به‌طور مرتب به سخن‌چینی کردن اهتمام می‌ورزند از قدرت اجتماعی کمی برخوردار بود و محبوبیت کمتری نیز دارند. نوع سخن‌چینی رد و بدل شده نیز بر میزان محبوبیت اثر می‌گذارد، بدین ترتیب که کسانی که به منفی گویی پشت سر دیگران می‌پردازند در قیاس با آنان که نکات مثبت دیگران را پشت سرشان بازگو می‌کنند، کمتر مورد محبوبیت اجتماع هستند. در مطالعه‌ای انجام شده توسط ترنر و همکاران در سال ۲۰۰۳، نشان داده می‌شود که آشنایی قبلی با شخص سخن‌چینی‌کننده باز هم بر محبوبیت شخص سخن‌چینی‌کننده نمی‌افزاید. در مطالعه‌ای، دو شخص به آزمایشگاه پژوهشی آورده شدند تا در مطالعه شرکت جویند. در دو دسته یک بار هر دو دوست و در دستهٔ دیگری هر دو غریبه، مورد بررسی قرار گرفتند. یکی از افراد از همدستان اجرای مطالعه بود و پس از آنکه همکار پژوهش اتاق را ترک می‌کرد، آن دو نفر مشغول سخن‌چینی می‌شدند. سخن‌چینی رد و بدل شده هم مثبت و هم منفی بوده‌است. بدون در نظر گرفتن نوع سخن‌چینی (مثبت علیه منفی) یا نوع رابطه (دوست علیه غریبه) افراد سخن‌چینی‌کننده غیرقابل اعتماد تلقی می‌شدند.